# Barbus meridionalis
Barbus meridionalis —conocido vulgarmente como barbo de montaña— es una especie de peces de la familia de los Cyprinidae en el orden de los Cypriniformes.

## Morfología
Las  hembras pueden alcanzar los 25,3 cm de longitud total y los 200 g de peso.

## Hábitat
Es un pez de agua dulce.

## Distribución geográfica
Se encuentra en Europa: desde España, en la región de Cataluña, hasta Francia.